# 科瓦尔斯基酯增碳反应
科瓦尔斯基酯增碳反应（英語：Kowalski ester homologation），得名於美国化学家康拉德·J·科瓦尔斯基，指酯用锂化合物与二溴甲烷同系化为多一个碳的酯。
此反应与阿恩特-艾斯特尔特合成类似，但更为安全。

## 反应机理
此反应的具体机理仍有争议。有人提出如下机理：
亦有认为，反应历程首先为锂化合物对酯羰基的加成，然后发生消除，生成二溴烯醇锂盐，再锂化，并发生α-消除得到烯基卡宾、发生烷基迁移，从而最后醇解，得酯。图

## 变体
- 阿莫斯·史密斯等提高反应产率的改进法：[3]
- 改变反应第二步试剂，用于炔醇硅醚合成：[4]
- 从α-氨基酯合成β-氨基酯：[5]